# Грей, Гордон Джозеф
Гордон Джозеф Грей (англ. Gordon Joseph Gray; 10 августа 1910, Эдинбург, Шотландия, Соединённое королевство Великобритании и Ирландии — 19 июля 1993, там же) — шотландский кардинал. Архиепископ Сент-Эндрюса и Эдинбурга с 20 июня 1951 по 30 мая 1985. Кардинал-священник с титулом церкви Санта-Кьяра-а-Винья-Клара с 28 апреля 1969.